# مردان پشت خورشید
مردان در پشت خورشید (انگلیسی: Men Behind the Sun) فیلمی ترسناک در مورد واحد ۷۳۱ در جنگ جهانی دوم است که نشانگر شکنجه های بسیار جنایت آمیز بر روی انسان ها است و در سال ۱۹۸۸ اکران شد.